# Joshua (film 2002)
Joshua è un film del 2002 diretto da Jon Purdy.

## Trama
Un uomo misterioso, Joshua, compare all'improvviso in una piccola cittadina americana, Auburn, e inizia a cambiare la vita di tutti quelli che incontra.
Si stabilisce in un fienile che affitta da Joan Casey e lo trasforma in casa e bottega di sculture in legno. Con sorpresa del sacerdote locale, da quando Joshua si è trasferito lì, il tetto non perde più nonostante i numerosi buchi.
Più tempo Joshua trascorre in città, più attenzione attira su di sé: inizia ricostruendo la chiesa battista che era stata distrutta durante una tempesta l'anno prima, poi trasporta un enorme ceppo (secondo alcune stime del peso di almeno 300 libbre) attraverso la città e nel suo fienile.
Padre Tordone, esponente della chiesa cattolica locale, lo incarica di scolpire una statua dell'apostolo Pietro e si sente rispondere da Joshua che lui "conosce Pietro". Joshua trascorre le settimane aiutando chiunque incontri, in cambio di un aiuto nella costruzione della Chiesa Battista.
Interviene ad una manifestazione dove un truffatore sta ingannando le persone facendole credere che può guarirle attraverso il potere di Dio. Joshua lo redarguisce e restituisce la vista a una donna cieca seduta tra il pubblico.
Padre Tordone diventa molto sospettoso e cerca di convincere il Vaticano ad intervenire per fermarlo prima che aumentino i suoi seguaci. È solo quando Joshua resuscita un uomo (Theo) che la Chiesa cattolica si interessa a lui e lo invita a Roma.